# Anubis methneri
Anubis methneri là một loài bọ cánh cứng trong họ Cerambycidae.